# Музаффарабад (район)
Музаффарабад (урду ضلع مُظفّرآباد) — один із 10 районів Азад Кашміру, залежної від Пакистану території. Район розташований на берегах річок Джелум і Нілум і є дуже горбистим. Загальна площа округу Музаффарабад становить 1642 км2. Район є частиною Музаффарабадського відділу, а місто Музаффарабад є столицею Азад Кашміру. На північному сході округ межує з округом Нілум і Купвара в індійському штаті Джамму і Кашмір, на південному сході з районом Хаттіан Бала, на півдні з районом Баг, а на заході з Район Мансехра та район Абботтабад провінції Хайбер-Пахтунхва в Пакистані.

## Населення та мови
Загальна чисельність населення району за переписом 2017 року становить 650 370 осіб.
Основною мовою району, якою розмовляє приблизно половина його жителів, зазвичай вважається різновид мови пахарі. Хоча іноді в літературі його називають Чібхалі  або Пунчі , місцево його називають Гіндко. Його носії, як правило, більше ототожнюють себе з гіндко, якою розмовляють на заході, навіть якщо сприймають свою мову як лише трохи відмінну від різновидів пахарі, якими розмовляють в районі Баг і південніше в Муррі. Місцевий діалект має більший відсоток спільної основної лексики з центральною групою діалектів пахарі (83–88%), ніж з гіндко сусідніх районів Мансехра та Абботтабад (73–79%).

## Адміністративний поділ
Район Музаффарабад адміністративно поділений на два техсілі, які поділені на кілька союзних рад.
- Музаффарабад
- Патика